# 마지드 알아사드

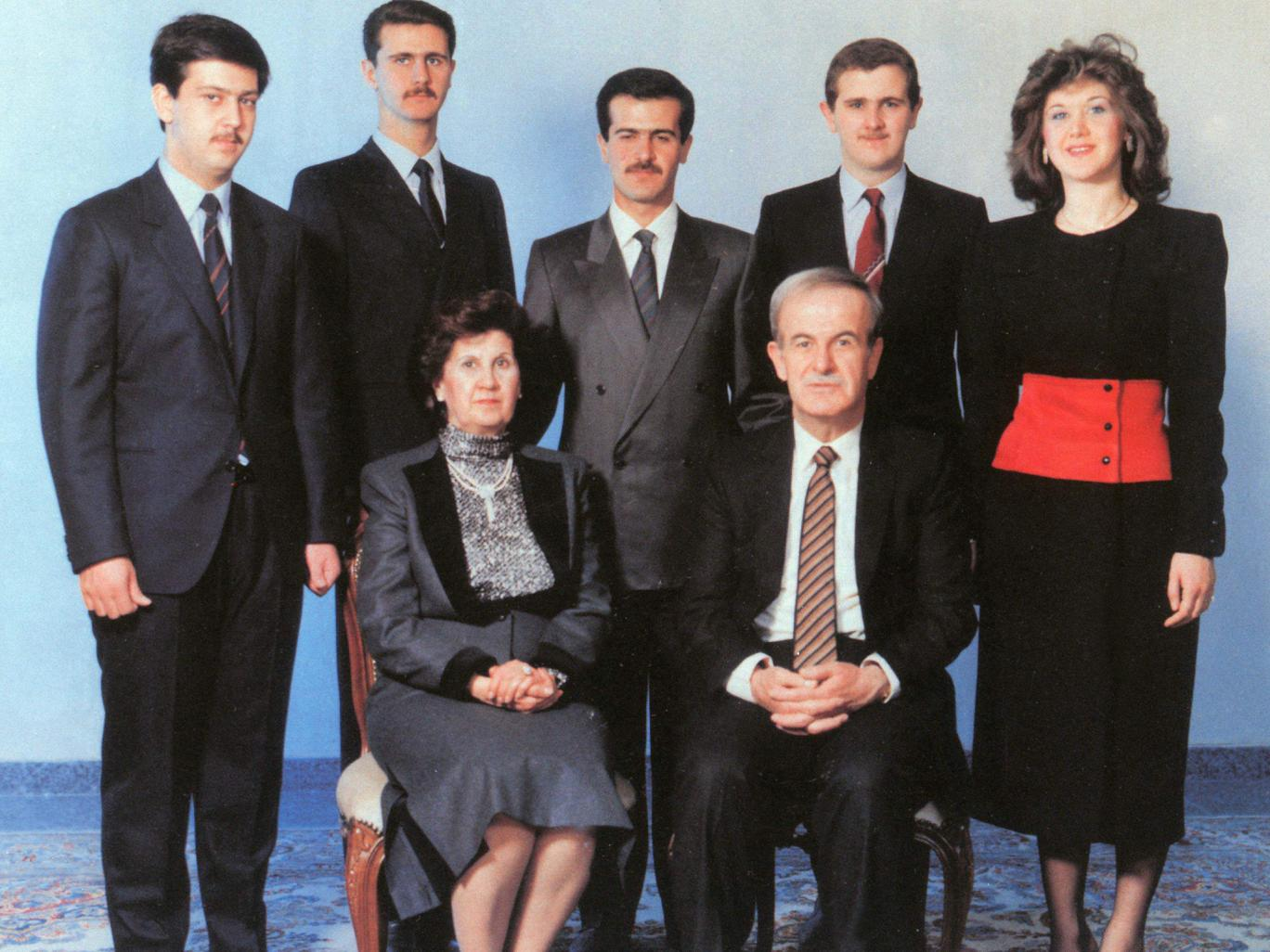
마지드 알아사드 (위에서 네 번째)

마지드 알아사드(아랍어: مجد الأسد, 1966년 ~ 2009년 12월 12일)는 시리아의 대통령 바샤르 알아사드의 동생이자 하페즈 알아사드의 아들이다. 1966년 시리아의 도시 라타키아 시에서 태어났으며 종교는 이슬람이었다. 2009년 12월 12일 다마스쿠스에서 사망하였다.